# Фёдоровых, Ирина Филипповна
Ирина Филипповна Фёдоровых  (род. 16 апреля 1955 года в Кирове, РСФСР, СССР) — судья и тренер по фигурному катанию; мастер спорта СССР, заслуженный тренер Российской Федерации по фигурному катанию, первый тренер Оксаны Домниной.

## Биография
Ирина Филипповна родилась 16 апреля 1955 года в Кирове, СССР. Фигурном катании стала заниматься с 7 лет вместе со старшей сестрой. Каталась на открытом льду, так как крытых катков в Кирове в 1960—1970-е годы не было. Сначала занималась одиночным, а с 12 лет танцами на льду. В танцах на льду получила звание «Мастера спорта СССР», заняв второе место на юниорском первенстве СССР в паре с Юрием Кузнецовым в 1971 году, в 1974 году стала третьим на чемпионате РСФСР среди взрослых пар с Владиславом Петуховым.
Окончив среднюю школу № 37 в Кирове, поступила на факультет физической культуры Кировского государственного педагогического института им. В. И. Ленина.
После окончания института стала работать тренером в городе Кирово-Чепецке, где был каток с искусственным льдом. В 1985 году вернулась в Киров работать тренером, когда там также был построен каток с искусственным льдом. В настоящее время продолжает работать тренером в ДЮСШ «Дымка». С 2016 года работает по постановке и хореографии совместно с Марией Монько, победительницей финала Юниорского Гран-при-2007 в дуэте с Ильёй Ткаченко.
Ирина Филипповна выступала как главный судья, судья одиночного катания, старший судья и судья танцев на льду всероссийских соревнований, на чемпионате России, на первенстве России, в финалах и этапах Кубка России, на Спартакиаде учащихся России.
В 2014 году участвовала в эстафете Олимпийского огня «Сочи-2014» в Кирове.

## Ученики
Среди учеников у Ирины Филипповны была Оксана Домнина, которая тренировалась у неё с 7 до 16 лет, выполнив норматив «Мастера спорта России», катаясь в паре с Иваном Лобановым. Выполнил норматив «Мастер спорта России» и другой ученик — Денис Петухов, который занял второе место на юниорском чемпионате мира. Ученица Елена Халявина была призером юниорских первенств мира.

## Награды
За свои достижения была неоднократно отмечена наградами и званиями:
- «Мастер спорта СССР»;
- «Отличник физической культуры»;
- Тренер-преподаватель высшей категории;
- 09.02.2010 — «Заслуженный тренер России» Приказом Минспорттуризма России № 9-НГ[6];
- 29.08. 2016 — «Спортивный судья всероссийской категории» Приказом Министерством спорта России № 128 нг[7].